# تارمو ساکس
تارمو ساکس (استونیایی: Tarmo Saks؛ زادهٔ ۶ نوامبر ۱۹۷۵) بازیکن فوتبال اهل استونی بود.
از باشگاه‌هایی که در آن بازی کرده‌است می‌توان به باشگاه فوتبال فلورا تالین، باشگاه فوتبال کورساره، باشگاه فوتبال ویلیاندی تولویک، و باشگاه فوتبال نورما تالین اشاره کرد.
وی همچنین در تیم ملی فوتبال استونی بازی کرده‌است.